# Chorążowie radomscy
Chorążowie radomscy – chronologiczna lista osób piastujących urząd chorążego radomskiego.

## Chorążowie
- Kazimierz Dunin Karwicki 1726–1757
- Józef Jankowski 1757–1764
- Wojciech Wężyk Rudzki 1768–1779
- Wojciech Święcicki 1779–1792

## Życiorys
- Sebastian Piątkowski, w: Radom - poznać i zrozumieć historię swojego miasta, Radom 2008, s. 109.